# Éric Deslauriers
 (décembre 2017).
Si vous disposez d'ouvrages ou d'articles de référence ou si vous connaissez des sites web de qualité traitant du thème abordé ici, merci de compléter l'article en donnant les références utiles à sa vérifiabilité et en les liant à la section « Notes et références ».
(en) Statistiques sur statscrew
Éric Deslauriers (né le 21 mars 1981 à Gatineau, Québec) est un joueur de football canadien ayant fait toute sa carrière professionnelle chez les Alouettes de Montréal de la Ligue canadienne de football. Il a été signé comme joueur autonome par les Alouettes en 2007. Il a joué au football collégial pour l'université de l'Est du Michigan.